# 원병희
원병희(元炳喜, 일본식 이름: 元村炳喜모토무라 헤이키, 1884년 4월 19일 ~ 1950년 9월 27일)는 일제강점기의 관료 겸 법조인으로, 본적은 전라북도 전주군 전주면이다.

## 생애
1913년 3월 경성전수학교를 졸업했으며 같은 해 4월 8일 전라북도 경무부 군산경찰서 통역생으로 취직했다. 1914년 5월 21일부터 1916년까지 전라북도 경무부 군산경찰서 경부에서 근무했고 1917년부터 1919년까지 경기도 경무부 경성본정경찰서 경부에서 근무했다.
1920년 경성지방법원 서기 겸 통역생으로 근무했고 1921년부터 1922년까지 광주지방법원 서기 겸 통역생으로 근무했다. 1923년 2월 1일 신의주지방법원 검사로 임명되었으며 1923년 12월 22일부터 1929년 12월 28일까지 전주지방법원 검사를 역임했다. 1928년 11월 16일 일본 정부로부터 쇼와 대례 기념장을 받았으며 1930년 1월 20일 전주지방법원 검사국에 변호사로 등록했다. 1941년 7월 30일 조선총독부가 치안유지법 및 국방보안법 관련 지정변호사 제도를 제정할 때 전주변호사회 소속 지정변호사으로 선정되었다.
1935년 11월 21일 전라북도 전주부회의원으로 선출되었으며 1939년 11월과 1943년에도 전라북도 전주부회의원으로 선출되었다. 1937년 5월 18일 전라북도 민선 도회의원으로 선출되었고 1942년 6월 3일부터 1945년 6월 2일까지 조선총독부 중추원 참의를 역임했다. 1941년 10월 조선임전보국단 발기인으로 참여했으며 1934년 10월 1일부터 10월 3일까지 열린 징병제실행감사 적미영격멸결의선양 전조선공직자대회에서 전주 지역 대표로 참석했다.
친일파 708인 명단의 중추원 부문, 민족문제연구소의 친일인명사전 수록자 명단의 사법 부문, 중추원 부문, 친일반민족행위진상규명위원회가 발표한 친일반민족행위 705인 명단에 포함되었다.

## 참고자료
- 친일반민족행위진상규명위원회 (2009). 〈원병희〉. 《친일반민족행위진상규명 보고서 Ⅳ-10》. 서울. 294~304쪽.